# Беш-Кюнгёй
Беш-Кюнгёй (кирг. Беш-Күңгөй) — село в Аламудунском районе Чуйской области Кыргызстана. Входит в состав Таш-Мойнокского аильного округа. Код СОАТЕ — 41708 203 866 02 0.
В селе базируется футбольный клуб «Талант», выступающий в чемпионате Кыргызстана.

## Население
| год     | 2009 | 2014 | 2015 |
| ------- | ---- | ---- | ---- |
| человек | 3423 | 3123 | 3155 |

## Известные уроженцы
- Бектембаев, Ибраим (1896—1978) — Герой Социалистического Труда. Лауреат Сталинской премии.